# Halakhah

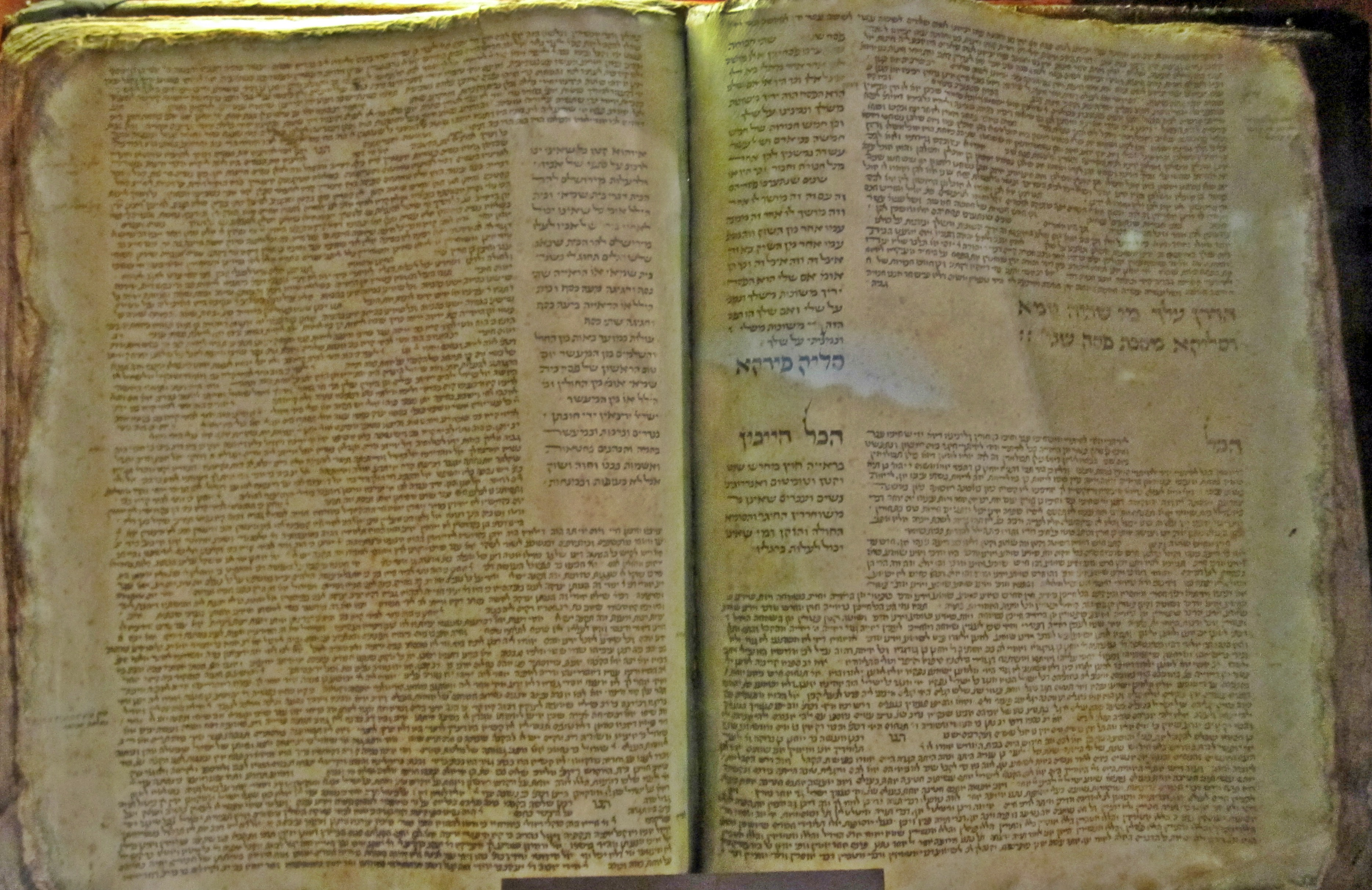
Talmud babilonese, Francia 1342

Halakhah (in ebraico הלכה) — traslitterato anche con Halakha, Halakhà, Halacha, o Halocho; plurale halakhot — è la tradizione "normativa" religiosa dell'ebraismo, codificata in un corpo di scritture e include la legge biblica (le 613 mitzvòt) e successive leggi talmudiche e rabbiniche, come anche tradizioni e usanze.

## Origine
Non trae nessuna distinzione nelle sue leggi tra vita religiosa e vita laica; la tradizione religiosa ebraica non distingue chiaramente tra identità nazionale, razziale, etnica o religiosa. Halakhah guida non solo le pratiche e credenze religiose, ma anche numerosi aspetti della vita quotidiana. Il termine Halakhah viene spesso tradotto come "Legge ebraica", anche se una traduzione più letterale potrebbe essere "la via" o "il modo di condursi". La parola deriva dalla radice che significa andare o camminare. Storicamente nell'esilio oppure la diaspora ebraica, la Halakhah serviva a molte comunità ebraiche come un sistema esecutivo di diritto civile e diritto religioso. A partire dall'emancipazione ebraica in era napoleonica e dall‘Haskalah in epoca moderna, i cittadini ebrei sono sottoposti alla Halakhah solo per consenso volontario. Tuttavia, secondo la legge israeliana contemporanea, alcune aree del diritto di famiglia e status personale sono sotto l'autorità dei tribunali rabbinici e pertanto trattate in base alla Halakhah. Alcune differenze sulla Halakhah stessa si possono riscontrare tra ebrei aschenaziti, mizrahì, sefarditi e yemeniti, che rispecchiano la diversità storica e geografica delle varie comunità ebraiche all'interno della Diaspora.
Nella diaspora, il principio Dina de-malkhuta dina ("la legge del governo è la legge") si applica fino a oggi. Fu fondata nel III secolo d.C. da Samuel di Nehardea e stabilisce che gli ebrei sono fondamentalmente obbligati a rispettare e obbedire alle leggi del paese in cui vivono.

## Etimologia e terminologia
Il nome Halakha deriva in ebraico da halakh הָלַךְ‎?, che significa "camminare" o "andare"; quindi una traduzione letterale non darebbe "legge", bensì "la via da percorrere". La radice potrebbe essere il semitico aqqa, che significa "essere vero, essere adatto".
Il termine Halakhah può riferirsi a una legge singola, ad un corpus letterario di testi legali rabbinici, o al sistema complessivo di leggi religiose.
Halakhah è spesso accostata per contrasto alla Haggadah, il corpus eterogeneo di letteratura rabbinica esegetica, narrativa, filosofica, mistica, e di altre letterature "non giuridiche". Allo stesso tempo, poiché gli scrittori della Halakhah attingono dalla letteratura haggadica e persino mistica, vi è un interscambio dinamico tra i generi.
La Halakhah costituisce l'applicazione pratica delle 613 mitzvòt ("comandamenti", singolare: mitzvah) esposte nella Torah (i cinque libri di Mosè, la "legge scritta") e sviluppate attraverso la discussione e il dibattito nella letteratura rabbinica classica, specialmente nella Mishnah e nel Talmud (la "legge orale"), e come codificate nella Mishneh Torah o Shulchan Arukh (il "Codice di Diritto" ebraico).
La Halakhah è una guida completa di tutti gli aspetti della vita umana, sia "corporale"/"fisica"/materiale che spirituale. Le sue leggi, linee guida e opinioni, coprono una vasta gamma di situazioni e principi, nel tentativo di realizzare ciò che è implicito nel comandamento biblico centrale di essere "santi, perché Io, il Signore, Dio vostro, sono Santo" (Levitico 19:2). Coprono quelle che si afferma siano per un ebreo i modi migliori di vivere, sulla base di ciò che non è specificato ma è derivato dalla Bibbia ebraica.
Poiché la Halakhah viene sviluppata e applicata da diverse autorità halakhiche, piuttosto che una sola "voce ufficiale", è anche possibile che diverse persone e comunità possano avere diverse risposte a questioni halakhiche. Le controversie provocano nella letteratura rabbinica molto del suo fascino creativo e intellettuale. Con poche eccezioni, tali controversie non vengono risolte mediante strutture di autorità perché durante l'età di esilio (Galut) agli Ebrei è mancata una gerarchia giudiziaria centralizzata o un sistema di procedure d'appello per la Halakhah. Invece, gli ebrei interessati a osservare la Halakhah tipicamente scelgono di seguire rabbini specifici o affiliarsi ad una comunità più fortemente strutturata.
La Halakhah è stata sviluppata e studiata attentamente da tutte le generazioni fin prima del 500 p.e.v., in una raccolta di scritti religiosi in continua espansione e consolidati nel Talmud. Forma quindi un corpo preminente di complesse opinioni giuridiche, legislative, tradizionali e direttive, molte di esse tramandate nel corso dei secoli, e un assortimento di comportamenti basilari, trasmesso alle generazioni successive dal momento in cui si nasce fino ad mortis horam. È inoltre oggetto di intenso studio nelle yeshivah (cfr. Studio della Torah).

## Leggi della Torah

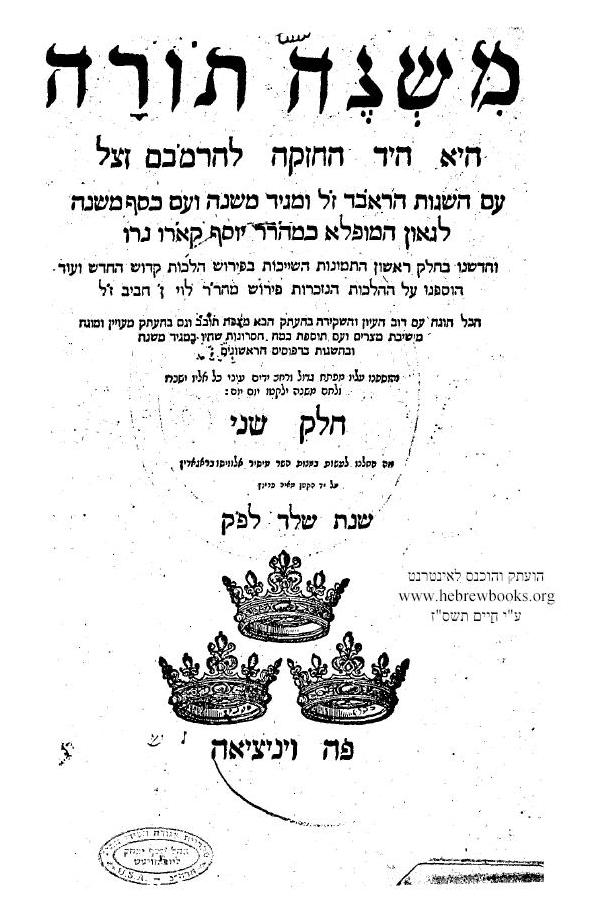
Frontespizio della Mishneh Torah di Maimonide (Venezia, 1575)

In linea di massima, la Halakhah comprende l'applicazione pratica dei comandamenti (ciascuno di essi noto come mitzvah) nella Torah, come sviluppati nella letteratura rabbinica successiva. Secondo il Talmud (Trattato Makkot), ci sono 613 mitzvot ("comandamenti") nella Torah; in ebraico queste sono conosciute come le Taryag mitzvot in ebraico תרי"ג מצוות‎?. Ci sono 248 mitzvot positive e 365 mitzvot negative date nella Torah, integrate da sette mitzvot legiferate dai rabbini dell'antichità.

### Categorie
La legge ebraica può essere classificata in vari modi. Oltre alle categorie basilari applicate alle mitzvot nell'antichità, durante il Medioevo la legge ebraica fu regolata da opere come la Mishneh Torah di Maimonide e lo Shulchan Arukh di Joseph Karo.
L'Ebraismo Rabbinico Classico ha due categorie giuridiche di base:
- Le leggi che si credono rivelate da Dio al popolo ebraico sul Monte Sinai (ad esempio il Pentateuco scritto e le rispettive delucidazioni, e la Halacha l'Moshe miSinai, Torah Orale)
- Le leggi di origine umana, tra cui i Decreti Rabbinici, le relative interpretazioni, tradizioni, ecc.

Questa divisione tra comandamenti rivelati e Rabbinici (mitzvot) possono influenzare l'importanza di una regola, la sua applicazione e la natura della sua interpretazione continuativa. Le autorità Halakhiche possono essere in disaccordo su quali leggi rientrano in quali categorie o le circostanze (se presenti) in base alle quali le sentenze Rabbiniche precedenti possano essere riesaminate successivamente da rabbini contemporanei, ma tutti gli ebrei Halakhici sostengono che esistono entrambe le categorie e che la prima categoria è immutabile, con eccezioni solo in caso di pericolo di vita e simili situazioni di emergenza.
Una seconda distinzione classica è tra la Torah Scritta (leggi scritte nella Bibbia Ebraica, in particolare i suoi primi cinque libri) e Legge Orale, le leggi credute trasmesse oralmente prima della compilazione di testi come Mishnah, Talmud e Codici Rabbinici.
I comandamenti sono divisi in comandi positivi e negativi, che sono trattati in modo diverso in termini di punizione divina e umana. I comandamenti positivi (dei quali la tradizione vuole ce ne siano 248) richiedono che venga eseguita un'azione e si considera che portino l'esecutore più vicino a D-o. I comandamenti negativi (tradizionalmente 365 di numero) proibiscono un'azione specifica e le rispettive violazioni creano una lontananza da D-o. Nello sforzo di "essere santi" come D-o è santo, la persona tenta per quanto possibile di vivere in conformità con i desideri di D-o per l'umanità, cercando di condurre un'esistenza in conformità con ciascuno di questi nel modo più completo possibile.
Un'ulteriore suddivisione viene fatta tra chuqqim ("decreti" - leggi senza spiegazione ovvia, come shatnez in ebraico שַׁעַטְנֵז‎?, la legge che vieta di indossare l'abbigliamento fatto di miscele di lino e lana), mishpatim ("giudizi" - leggi con evidenti implicazioni sociali) e eduyot ("testimonianze" o "commemorazioni", come lo Shabbat e le festività ebraiche). Nei secoli le varie autorità rabbiniche hanno classificato i comandamenti in vari altri modi.
Un approccio diverso divide le leggi in un diverso insieme di categorie:
- Leggi relative a D-o (bein adam la-Makom), e
- Leggi sulle relazioni tra persone (bein adam la-chavero).

Vi è una nozione nella Halakhah che le violazioni della seconda categoria sono più gravi, in un certo modo, a causa del requisito secondo cui si deve ottenere il perdono sia dalla persona offesa e sia da D-o.
In pratica, le mitzvot possono anche essere classificate in linea con il modo in cui potrebbero essere attuate dopo la distruzione del Tempio. Alcune mitzvot sono rilevanti solo in Terra d'Israele. Molte leggi relative alla santità e purezza non possono più essere osservate poiché il Santuario di Gerusalemme non esiste più. Inoltre alcune leggi richiedono una sorta di Beth Din (tribunale ebraico) che non esiste più.
Nell'ambito della letteratura talmudica, la legge ebraica è divisa nei sei ordini della Mishnah (vedi tabella in calce), che sono categorie per argomento trattato: Zeraim ("Semi") per le leggi agricole e di preghiera; Moed ("Festività") per lo Shabbat e i festival; Nashim ("Donne") che si occupa principalmente del matrimonio e del divorzio; Nezikin ("Danni") per il diritto civile e penale; Kodashim ("Santità") per i sacrifici e le leggi alimentari; e Tohorot ("Purificazioni") per la purezza rituale. Tuttavia, i testi talmudici trattano spesso di leggi al di fuori di queste categorie e soggetti. Come risultato, la legge ebraica è stata classificata in altri modi nel periodo post-talmudico.
Nei principali codici di legge ebraica si trovano altri due schemi principali di categorizzazione. La Mishneh Torah di Maimonide divide le leggi in quattordici sezioni. Gli sforzi di codificazione che culminarono nello Shulchan Arukh dividono la legge in quattro sezioni, includendoci solo quelle leggi che nella loro applicazione non dipendono dall'essere in Terra d'Israele.

### Peccato
L'Ebraismo considera peccato la violazione dei comandamenti, delle mitzvot.
La parola ebraica generica per qualsiasi tipo di peccato è aveira ("trasgressione"). Basandosi sul Tanakh (Bibbia ebraica), l'Ebraismo contempla tre livelli di peccato:
- Pesha — un "peccato intenzionale"; un'azione commessa contro Dio
- Avon — un "peccato di lussuria o un'emozione incontrollabile, commessi contro la propria volontà e non è in linea con i propri veri desideri interiori". È un peccato fatto consapevolmente, ma non contro Dio
- Chet — un "peccato involontario"

Correlativamente, i tre termini - Chayyav, Patur, Mutar - nella Ghemara e nei codici halakhici classificano l'ammissibilità di un'azione o la gravità della sua proibizione e punizione.
- Chayyav (חייב), letteralmente "responsabile, obbligato", significa che la persona che trasgredisce il divieto è responsabile delle sue azioni criminali e merita di pagarne il prezzo.
- Patur (פטור) significa "esente" da punibilità, tuttavia l'azione è vietata rabbinicamente.
- Mutar (מותר) indica un'azione permessa.

L'Ebraismo riconosce che la stragrande maggioranza delle persone, a parte coloro che sono chiamati Tzadikim Gemurim (ebraico: צדיק, "i giusti"), soccomberà al peccato durante la propria vita. Tuttavia, uno stato peccaminoso non condanna la persona alla dannazione; c'è sempre una strada di teshuvah (ebraico: תשובה, pentimento - letteralmente: "ritorno"). Ci sono alcune categorie di persone per le quali ciò è estremamente difficile, come ad esempio quelli che commettono adulterio, come anche coloro che calunniano gli altri.
In passato, quando gli ebrei avevano un sistema giudiziario funzionante (il Beth Din e la Corte Suprema del Sinedrio), i tribunali erano autorizzati a somministrare punizioni fisiche per varie violazioni, con condanne che avvenivano dopo ben più rigorosi standard di prova di quelli odiernamente accettabili nei tribunali delle democrazie moderne: le pene includevano la pena di morte, punizioni corporali, carcere, scomunica (Ḥerem). Dalla caduta del Tempio le esecuzioni sono state proibite. Dopo la fine delle comunità ebraiche autonome di Europa, anche le altre pene sono state abolite.
Oggi, quindi, si rende conto delle proprie azioni soltanto a Dio. Il Talmud dice che, sebbene i tribunali in grado di giustiziare i peccatori non esistano più, le sanzioni previste continuano ad essere applicate dalla Provvidenza. Per esempio, una persona che ha commesso un peccato punibile con la lapidazione potrebbe cadere da un tetto, o qualcuno che dovrebbe essere giustiziato con strangolamento potrebbe annegare.

### Legge per i Gentili
L'Ebraismo ha sempre sostenuto che le persone non ebree sono obbligate solamente a seguire le Sette Leggi Noachiche: queste sono le leggi che derivano dall'alleanza stretta da Dio con Noè dopo il diluvio, e che si applicano a tutti i discendenti di Noè, cioè a tutti gli esseri umani. Le leggi di Noè si trovano nel Talmud (Trattato Sanhedrin 57a), e sono elencate qui di seguito:
1. L'omicidio è proibito.
2. Il furto è proibito.
3. L'immoralità sessuale è proibita: sono cioe' proibiti i rapporti omosessuali maschili, l'incesto, la bestialità e l'adulterio (inteso solo come rapporto con una donna sposata ad altro uomo dal momento che l'ebraismo contempla la poligamia).
4. Consumare carne tagliata da un animale ancora vivo è proibito.
5. Credere e adorare, o pregare, un "idolo" è proibito.
6. La blasfemia contro Dio è proibita.
7. La società deve stabilire un sistema equo di giustizia per amministrare i sei precetti di cui sopra.

I dettagli di queste leggi sono estratte dai testi talmudici e codificate nella Mishneh Torah. Si trovano principalmente nei capitoli 9 e 10 dello Hilkhoth Melakhim u'Milhamothehem nel Sefer Shoftim, il quattordicesimo libro della Mishneh Torah.

## Fonti e processo halakhico

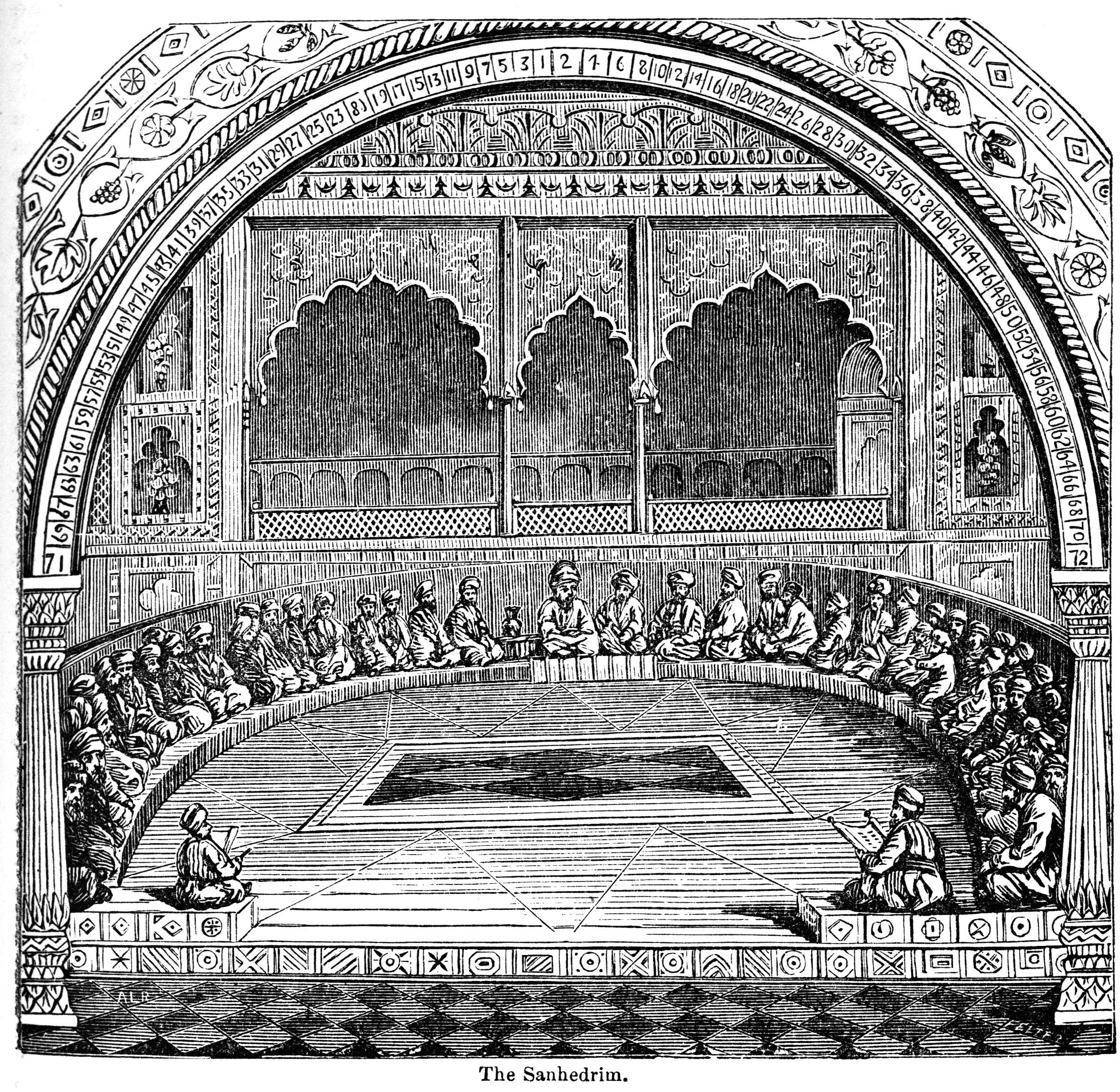
Il Sinedrio, illustrazione della People's Cyclopedia of Universal Knowledge (1883)

I limiti della legge ebraica sono determinati mediante il processo halakhico, un sistema etico-religioso di ragionamento giuridico. I rabbini generalmente basano le proprie opinioni sulle fonti primarie di Halakhah nonché sui precedenti stabiliti da pareri rabbinici anteriori. Le fonti principali e i generi di Halakhah consultati includono:
- La letteratura talmudica fondamentale (soprattutto la Mishnah e il Bavli), con commentari
- La letteratura codificata post-talmudica, come la Mishneh Torah di Maimonide e lo Shulchan Arukh con commentari
- Regolamenti e di altre disposizioni "legislative" promulgate da rabbini e da organi comunitari:
  - Gezeirah: "legislazione preventiva" dei rabbini, destinato a prevenire le violazioni dei comandamenti
  - Takkanah: "legislazione positiva", le pratiche istituite dai rabbini e non basate (direttamente) sui comandamenti
- Minhag: tradizioni, prassi comunitarie e del diritto consuetudinario, come anche le azioni esemplari di rabbini rinomati (o locali)
- La letteratura she'eloth u-teshuvoth (i responsa, letteralmente "domande e risposte")
- Dina d'malchuta dina ("la legge della terra è legge"): un ulteriore aspetto della Halakhah, cioè il principio di riconoscere leggi non ebraiche e giurisdizioni legali non ebraiche come vincolanti per i cittadini ebrei, purché non siano in contrasto con le leggi dell'Ebraismo. Questo principio viene applicato principalmente nei settori del diritto commerciale, civile e penale.

Nell'antichità il Sinedrio funzionava essenzialmente come Corte Suprema e legislatura per l'Ebraismo, e aveva il potere di amministrare la legge vincolante, che comprendeva sia la legge ricevuta che i propri decreti rabbinici, su tutti gli ebrei - le sentenze del Sinedrio diventavano Halakhah. Tale tribunale cessò di funzionare nella sua completezza nel 40 e.v. Oggi, l'applicazione autorevole della legge ebraica è affidata al rabbino locale e ai tribunali rabbinici locali, con la sola validità locale. In quei rami dell'Ebraismo che seguono la Halakhah, i laici prendono numerose decisioni ad hoc, ma non sono considerati di possedere l'autorità decisionale definitiva.
Fin dai tempi del Sinedrio, tuttavia, nessun organismo o autorità sono stati generalmente reputati come aventi il potere di creare precedenti universalmente riconosciuti. Come risultato, la Halakhah si è sviluppata in maniera diversa dai sistemi giuridici anglo-americani che hanno una Corte Suprema in grado di fornire precedenti universalmente accettati. In generale, gli argomenti halakhici contemporanei sono effettivamente, ma non ufficialmente, esaminati da recensori giudiziari. Quando un posek rabbinico ("decisore") propone una nuova interpretazione di una legge, tale interpretazione può essere considerata vincolante per il postulante o la comunità relativa. A seconda della statura del posek e la qualità della decisione, l'interpretazione può anche essere gradualmente accettata da rabbini e membri delle comunità ebraiche circostanti.
Con questo sistema, avviene una tensione tra la rilevanza delle autorità precedenti e quelle successive, vincolandone l'interpretazione e l'innovazione halakhica. Da un lato, vi è il principio di Halakhah di non invalidare una legge specifica di un'epoca precedente, dopo che sia stata accettata dalla comunità come legge o voto. Dall'altro lato, un secondo principio riconosce la responsabilità e l'autorità delle autorità successive, e soprattutto quella del posek che ha esaminato una domanda correlata. Inoltre, la Halakhah rappresenta una vasta gamma di principi che consentono discrezionalità giudiziaria e divergenza (Ben-Menahem). In generale, un rabbino in un qualsiasi periodo non revocherà leggi specifiche di un'epoca precedente, a meno che non sia supportata da un rilevante precedente (vedi lista sotto). Vi sono importanti eccezioni a questo principio, che legittimano il posek (decisore) o Beth Din (tribunale) responsabile di un determinato parere.
Nonostante il potenziale di innovazione, i rabbini e le comunità ebraiche divergono notevolmente sul modo di apportare cambiamenti alla Halakhah. In particolare, i poskim spesso estendono l'applicazione di una legge a nuove situazioni, ma non considerano tali applicazioni come costituenti un "cambiamento" alla Halakhah. Per esempio, molte sentenze ortodosse in materia di energia elettrica derivano da sentenze riguardanti il fuoco, poiché l'elettricità è considerata una forma di fuoco. Al contrario, i poskim conservatori considerano l'accensione durante lo Shabbat di apparecchiature elettriche fisicamente e chimicamente più simili all'apertura di rubinetto dell'acqua (che è consentita) che all'accensione di un fuoco (che non è consentita). L'Ebraismo riformato, in alcuni casi, interpreta esplicitamente la Halakhah in considerazione della società contemporanea – per esempio, i rabbini di questa corrente estendono l'applicazione di determinati obblighi e attività ammissibili anche alle donne.
All'interno di alcune comunità ebraiche, esistono organi strutturati formalmente. Nell'ambito dell'Ebraismo Ortodosso Moderno non esiste una Commissione unica o un leader superiore, ma i rabbini sono generalmente d'accordo con le opinioni stabilite per consenso dai leader del Consiglio Rabbinico d'America. Per l'Ebraismo conservatore, la rispettiva Assemblea Rabbinica ha un Comitato ufficiale chiamato Committee on Jewish Law and Standards (Comitato per la legge e gli standard ebraici).

## Takkanot
La Legge tradizionale ebraica concesse ai Saggi ampi poteri legislativi. Tecnicamente, si possono distinguere due potenti strumenti giuridici all'interno del sistema halakhico:
- Gezeirah (plur. gezeirot): "legislazione preventiva" dei rabbini, destinato a prevenire le violazioni dei comandamenti
- Takkanah (plur. takkanot): "legislazione positiva", le pratiche istituite dai rabbini e non basate (direttamente) sui comandamenti

Tuttavia, nel linguaggio comune a volte la gente usa il termine generale takkanah per riferirsi sia ai gezeirot che ai takkanot.
I takkanot, in generale, non influiscono sull'osservanza dei mitzvot della Torah, né ne limitano la pratica. Tuttavia, il Talmud afferma che in casi eccezionali i Saggi avevano l'autorità di "estrarre questioni dalla Torah". Nella letteratura talmudica e halakhica classica, tale autorità si riferisce al potere di vietare alcune cose che altrimenti sarebbero biblicamente permesse (shev v'al ta'aseh). I rabbini possono disporre che una mitzvah non debba essere eseguita, ad esempio, suonare lo shofar o prendere le Quattro specie durante lo Shabbat. Questi takkanot vengono eseguiti per evitare, nel timore di Dio, che qualcuno possa altrimenti trasportare i citati oggetti da casa a sinagoga, violando così inavvertitamente lo Shabbat.
Un'altra forma rara e limitata di takkanah coinvolge l'esenzione dai divieti della Torah. In alcuni casi, i Saggi permettevano l'inosservanza temporanea di un divieto per salvaguardare il sistema ebraico nel suo complesso. Tale fu la base del rapporto di Ester con Assuero (cfr. Sanhedrin).
1. Zugot
2. Tannaim
3. Amoraim
4. Savoraim
5. Gaonim
6. Rishonim
7. Acharonim

### Ere storiche della Legge ebraica
- I Zugot (-200-0)
- I Tannaim (letteralmente i "ripetitori") sono i saggi ebrei della Mishnah (0–200 e.v.)
- Gli Amoraim (letteralmente i "portavoce/interpreti") sono i saggi della Ghemara (200–500)
- I Savoraim (letteralmente i "ragionatori") sono i rabbini classici dell'Impero sasanide (500–650)
- I Geonim (letteralmente i "gloriosi" o "geni") sono i rabbini di Sūra e Pumbedita, in Babilonia (650–1038)
- I Rishonim (letteralmente i "primi") sono i rabbini del tardo periodo medievale (1038–1563 ca.) prima dello Shulchan Arukh
- Gli Acharonim (letteralmente gli "ultimi") sono i rabbini dal 1500 ca. al tempo presente.

## Ermeneutica
L'ermeneutica è la metodologia dell'interpretazione, lo studio delle norme per la determinazione esatta del significato di un testo; ha avuto un ruolo notevole nel chiarimento e discussione dei primi testi rabbinici. I saggi studiarono le regole con le quali i requisiti della Legge Orale vennero desunti e stabiliti nella Legge scritta, cioè la Torah. Queste regole si riferiscono a:
- grammatica ed esegesi
- interpretazione di certe parole, lettere, prefissi e suffissi "superflui"
- interpretazione di quelle lettere che, in certe parole, sono fornite di punti
- interpretazione delle lettere di una parola secondo il loro valore numerico
- interpretazione di una parola dividendola in altre due o più parole
- interpretazione di una parola secondo la sua forma consonantica o la sua vocalizzazione
- interpretazione di una parola trasponendone le lettere o cambiando le vocali
- deduzione logica di una halakhah interpretandola da un testo scritturale o da altra legge

La compilazione di tali regole ermeneutiche vennero fatte nelle prime ere rabbiniche. La tradizione tannaitica riconosce tre di queste compilazioni, cioè:
- le Sette Regole di Hillel (Baraita all'inizio della Sifra; Ab. R. N. xxxvii)[16]
- le Tredici Regole di Rabbi Ishmael (Baraita all'inizio della Sifra; questa collezione è semplicemente un'estensione di quella di Hillel)
- le Trentadue Regole di Rabbi Eliezer ben Jose ha-Gelili.

La normativa citata per ultima è contenuta in una baraita indipendente, incorporata e conservata solo in opere successive. È stata concepita per interpretazione haggadica, ma molta sua parte è valida anche per la Halakhah, in coincidenza con le regole di Hillel e Ishmael. Nessuno dei tre autori ha cercato di dare un'enumerazione completa delle regole di interpretazione correnti durante la loro epoca, ma hanno omesso dalle loro collezioni molte regole che venivano seguite allora. Si limitano a una raccolta dei principali metodi di deduzione logica, che chiamano "middot" (misure), sebbene anche le altre regole fossero note con quel termine.

### Le Tredici Regole di Rabbi Ishmael
Una di queste compilazioni di regole si trova nel siddur, dall'"Introduzione alla Sifra" di Ishmael ben Elisha, 200 e.v. circa. È conosciuta come le Tredici Regole di Esegesi:
- Kal va-Chomer (a fortiori): Troviamo un simile rigore in un caso più lieve; a maggior ragione, quanto più rigore si dovrebbe applicare al nostro caso che è più grave!
- Gezera shava, somiglianza di frasi: Troviamo una legge somigliante in un verso che contiene una frase simile ad uno dei nostri versetti. Questo metodo può essere utilizzato solo in un caso dove esiste già una tradizione di utilizzo.
- Binyan av, da una o due Scritture: Troviamo una legge somigliante in un altro caso, perché non dovremmo presumere che la stessa legge si applichi anche qui? Ora l'argomentazione potrebbe andar contro questa inferenza, trovando qualche legge che si applica a quel caso ma/ed al nostro. Questo tipo di confutazione è valida solo se l'inferenza è data da una Scrittura, ma non se da due Scritture.
- Klal ufrat, una generalità e una particolarità: se troviamo una frase che significa una particolarità successiva a quella di una generalità, la particolarità dettaglia la generalità e prendiamo soltanto quel caso particolare in considerazione.
- Prat ukhlal, una particolarità e una generalità: se l'ordine è in primo luogo la particolarità e quindi la generalità, prendiamo dalla generalità aggiungendo alla particolarità, anche in grande estensione.
- Klal ufrat ukhlal, una generalità, una particolarità e una generalità: Se vi è una particolarità inserita tra due generalità, aggiungiamo solo casi simili alla particolarità.
- Klal shehu tzarich lifrat, una generalità che richiede una particolarità, e una particolarità che richiede una generalità: Se è impossibile avere la legge più generale senza esempi più specifici o casi più specifici senza l'esposizione della legge generale, non si applicano le tre regole di cui sopra.
- Tutto ciò che era nella regola generale ed è stato escluso dalla regola per insegnarci una regola, non consideriamo questa regola come appartenente solo a questo caso escluso, ma a tutto il caso generale.
- Tutto ciò che è stato incluso in una regola generale, ed è stato escluso per essere sottoposto a una regola secondo il suo oggetto, è escluso solo per essere trattato con maggiore indulgenza, ma non con maggiore rigore.
- Tutto ciò che è stato incluso in una regola generale ed è stato escluso per essere sottoposto a una regola che non è secondo il suo oggetto, è escluso per essere trattato sia con maggiore indulgenza che con più rigore.
- Tutto ciò che è stato incluso in una regola generale ed è stato escluso per essere sottoposto a una nuova regola, non possiamo riportarla alla sua regola generale a meno che la Scrittura non lo riporti in modo esplicito.
- Una questione che si deduce dal suo contesto, e una questione che viene dedotta dalla sua conclusione.
- La risoluzione di due Scritture che si contraddicono l'un l'altra [deve attendere] fino al reperimento di una terza Scrittura che risolva la loro apparente contraddizione.

### Analisi storica
L'antichità delle regole può essere determinata solo dalle date delle autorità che le citano; in generale, non si possono dichiarare più antiche del Tanna al quale sono attribuite per primo. È certo, tuttavia, che le sette middòt di Hillel e le tredici di Ishmael sono antecedenti rispetto all'epoca di Hillel stesso, che fu il primo a trasmetterle. Anche il Talmud non fornisce alcuna informazione concernente l'origine delle middòt, sebbene i Geonim le considerassero sinaitiche. Gli storici moderni ritengono che sia decisamente errato considerare le middòt come tradizione dei tempi di Mosè sul Monte Sinai.
Le middòt sembrano essere state scritte inizialmente come regole astratte dagli insegnanti di Hillel, sebbene non fossero subito riconosciute da tutti come validi e vincolanti. Diverse scuole le interpretarono e modificarono, le limitarono o estesero, in vari modi. Rabbi Akiva e Ishmael, insieme ai loro discepoli, contribuirono in modo particolare allo sviluppo o affermazione di queste regole. Akiva dedicò la propria attenzione specialmente alle regole grammaticali ed esegetiche, mentre Ishmael ne sviluppò la logica. Le norme stabilite da una scuola furono spesso respinte da un'altra, perché i principi che le guidavano nelle rispettive formulazioni erano essenzialmente diverse. Secondo Akiva, il linguaggio divino della Torah si distingue dal discorso umano per il fatto che nel primo caso nessuna parola o suono sono superflui.
Alcuni studiosi hanno notato una somiglianza tra queste regole rabbiniche di interpretazione e l'ermeneutica della antica cultura ellenistica. Ad esempio, il teologo israeliano Saul Lieberman sostiene che i nomi (per es. kal vahomer) delle middòt di Rabbi Ishmael sono traduzioni in ebraico di termini greci, sebbene i metodi di tali middòt non siano di origine greca.

## Opinioni correnti
L'Ebraismo ortodosso sostiene che la Halakhah è la legge divina, come indicato nella Torah (i cinque libri di Mosè), nelle leggi rabbiniche, nella combinazione dei decreti rabbinici e delle tradizioni. I rabbini, che hanno fatto molte aggiunte e interpretazioni della Legge ebraica, lo hanno fatto solo in conformità con i regolamenti che credono siano stati dati a questo scopo da Mosè sul Monte Sinai (cfr. Deuteronomio 17:11).
L'Ebraismo conservatore sostiene che la Halakhah è normativa e vincolante, e si sviluppa in una relazione tra il popolo e Dio sulla base della Torah sinaitica. Mentre esistono svariati punti di vista conservatori, la convinzione comune è che la Halakhah è, ed è sempre stato, un processo in evoluzione soggetto all'interpretazione dei rabbini attraverso le epoche.
L'Ebraismo riformato e l'Ebraismo ricostruzionista ritengono che le opinioni moderne di come la Torah e la legge rabbinica si siano sviluppate implicano che il corpus della legge ebraica rabbinica non è più normativo (visto come vincolante) per gli ebrei oggi. L'ala tradizionalista di queste correnti ebraiche crede che la Halakhah rappresenti un punto di partenza personale, affermando che ogni ebreo è obbligato ad interpretare la Torah, il Talmud e le Scritture ebraiche da se stesso, e così facendo tale interpretazione creerà comandamenti separati per ogni persona.
Coloro che appartengono alle ali liberali e classiche della Riforma credono che in questa epoca la maggioranza dei rituali religiosi ebraici non siano più necessari, e molti sostengono che seguire gran parte delle leggi ebraiche oggi sia in realtà controproducente. Sostengono che l'Ebraismo sia entrato in una fase di monoteismo etico, e che le leggi dell'Ebraismo siano solo i resti di una fase precedente di evoluzione religiosa, che non hanno bisogno di essere seguite. Queste affermazioni sono considerate errate, e persino eretiche, dall'Ebraismo ortodosso e conservatore.
Gli ebrei umanisti valutano la Torah come testo storico, politico e sociologico scritto dai loro antenati. Non credono quindi "che ogni parola della Torah sia vera, o anche moralmente corretta, solo perché la Torah è antica". Di conseguenza la Torah viene contestata e analizzata criticamente. Gli ebrei umanisti ritengono che l'intera esperienza ebraica, e non solo la Torah, debba essere studiata come una fonte per il comportamento e valori etici ebraici.

### Flessibilità
Nonostante la sua rigidità interna, quello della Halakhah è stato generalmente un sistema flessibile, affrontando questioni sulla base di circostanze e precedenti. L'approccio classico ha permesso nuove sentenze per quanto riguarda la tecnologia moderna. Queste sentenze guidano il credente verso il corretto utilizzo dell'elettricità durante lo Shabbat e nelle festività secondo i parametri della Halakhah. In verità, molti tomi interpretativi sono stati pubblicati e vengono costantemente recensiti per assicurare il massimo coordinamento tra tecnologia e le esigenze dell'ebreo osservante, con una vasta gamma di opinioni. Circa l'applicabilità della legge in una data situazione, spesso la condizione basilare è quella di "consultare il proprio rabbino locale o posek".

### Differenze tra Ebraismo Ortodosso e Ebraismo Conservatore
Gli ebrei ortodossi sostengono che la Halakhah derivi dalla legge divina della Torah (Bibbia ebraica), dalle leggi rabbiniche, dalla combinazione dei drecreti rabbinici e tradizioni ebraiche. Come tale deve essere rispettata come autorità inalterabile. Credono inoltre che ci siano formule tradizionali che risalgono a Mosè, su come la legge divina possa essere interpretata - cfr. supra→ "Ermeneutica". Gli ebrei conservatori invece hanno diverse opinioni circa l'origine della Torah e la sua autorità odierna, e credono che possa essere continuamente reinterpretata. La loro visione della Halakhah ha dato luogo a notevoli differenze di approccio e di risultato.

#### Ebraismo Ortodosso
Gli ebrei ortodossi credono che Halakhah sia un sistema religioso, il cui nucleo rappresenta la Volontà rivelata di Dio. Sebbene l'Ebraismo ortodosso riconosca che i rabbini emisero molte decisioni e decreti secondo la Legge ebraica, quando la stessa Torah scritta non era specifica, lo fecero solo in conformità alle norme impartite loro da Mosè sul Monte Sinai (cfr. Deuteronomio 5:8-13). Questi regolamentazioni sono state trasmesse oralmente fino a poco dopo la distruzione del Secondo Tempio. Vennero poi registrate nella Mishnah e spiegate nel Talmud e in commentari nel corso della storia, fino ad oggi.
L'Ebraismo ortodosso ritiene che le interpretazioni successive siano state ottenute con la massima precisione e cura. I codici più ampiamente accettati della legge ebraica sono conosciuti come Mishneh Torah (di Maimonide) e Shulchan Arukh (di Yosef Caro). Nessun rabbino ha il diritto di modificare la Legge ebraica prima di aver compreso chiaramente come essa coincida con i precetti del Talmud e successivi codici normativi. I commentari successivi sono stati accettati da molti rabbini come normativa finale, tuttavia altri rabbini potrebbero essere in disaccordo.
L'Ebraismo ortodosso ha una serie di opinioni sulle circostanze e sulla misura in cui un cambiamento sia ammissibile. Gli ebrei haredi in generale sostengono che anche i minhaghim (tradizioni/costumanze) vanno mantenute intatte e precedenti esistenti non possono essere riconsiderati. Le autorità ortodosse moderne sono in genere più inclini a consentire limitate modifiche di tradizioni e qualche riconsiderazione di precedenti. Tutte le autorità ortodosse, tuttavia, concordano sul fatto che solo le interpretazioni rabbiniche successive sono soggette a riesame, e asseriscono che le fonti principali della Legge Divina scritta e orale, come la Torah, la Mishnah e il Talmud, non possono essere ignorate o messe in secondo piano.

#### Ebraismo Conservatore
Un'opinione mantenuta dall'Ebraismo conservatore è che, mentre Dio è reale, la Torah non è la parola di Dio in senso letterale. Tuttavia, in questa prospettiva, la Torah è ancora considerata la storia dell'umanità, in contatto con la rivelazione divina, e quindi infusa di autorità divina; gli ebrei conservatori di conseguenza ritengono la Torah ancora vincolante, de in genere cercano di utilizzare i moderni metodi di studio storico, per imparare come la legge ebraica sia cambiata nel tempo, ed in alcuni casi sono più disposti a cambiarne la regolamentazione nel presente.
Il rabbino conservatore Elie Kaplan Spitz afferma che la considerazione dell'Halakhah da parte dell'Ebraismo conservatore, si basa sul concetto che "la morale che si apprende attraverso lo svilupparsi della narrazione della nostra tradizione, informa l'applicazione della legge mosaica", continuando a spiegare che
"non possiamo concepire un Dio che sancisce una sofferenza immeritata ... Quando una legge della Torah entra in conflitto con la morale, quando la legge è 'sgradevole', abbiamo il dovere di trovare un modo per affrontare il problema ... Noi siamo disposti a fare in modo esplicito ciò che era in gran parte implicito in passato, cioè, di apportare modifiche quando necessarie per motivi morali. È nostro desiderio di rafforzare la Torah, che ci costringe a riconoscere in modo esplicito la primaria importanza della morale, una morale che impariamo dal più vasto svolgimento narrativo della nostra tradizione."

## Codici di legge ebraica
La Torah e il Talmud non sono codici di legge formali: sono fonti di diritto. Ci sono molti codici formali di legge ebraica che si sono sviluppati nel corso degli ultimi duemila anni. Questi codici hanno influenzato e, a loro volta, sono stati influenzati da responsa; la Storia dei responsa fornisce quindi un complemento informativo a quanto segue.
I codici principali sono:
- La Mishnah, composta da Rabbi Judah il Principe, nel 200 e.v., come struttura di base dello stato della Legge orale al suo tempo. Questa fu la struttura su cui si basò il Talmud; l'analisi dialettica del Talmud sul contenuto della Mishnah (la Ghemara, completata nel 500 ca.), divenne la base di tutte le decisioni halakhiche successive e dei codici posteriori.
- La codificazione di materiale halakhico eseguita dai Geonim nel Talmud. Uno dei primi lavori, She'iltot ("Domande") di Achai di Shabcha (752 ca.), discute oltre 190 mitzvot - esplorando e affrontando vari quesiti su di loro. Il primo codice legale effettivo, intitolato Halakhot Pesukot ("Leggi deliberate"), di Yehudai Gaon (760 ca.), riorganizza i passi del Talmud in una struttura gestibile per il laico. (Scritto in dialetto aramaico medio e successivamente tradotto in ebraico col titolo Hilkhot Riu). Halakhot Gedolot ("Grande Libro delle Leggi"), di Rabbi Simeon Kayyara, pubblicato due generazioni dopo, contiene ampio materiale aggiuntivo, soprattutto da responsa e monografie dei Geonim, e si presenta in una forma che è più vicina al linguaggio e struttura originali del Talmud. (Probabilmente perché fu distribuito anche alle nuove comunità aschenazite). Lo She'iltot fu influente su entrambi i due lavori successivi.
- Lo Hilchot di Rabbi Isaac Alfasi (detto il Rif) (1013–1103), sommatorie del materiale legale del Talmud. Alfasi trascrisse testualmente le conclusioni halakhiche del Talmud, senza le relative deliberazioni; esclude anche tutte le questioni aggadiche (non legali, omiletiche). Hilchot presto superò i codici geonici, in quanto conteneva tutte le decisioni e le leggi fino allora rilevanti e, inoltre, serviva
- La Mishneh Torah (nota anche col titolo Yad HaHazaka per i suoi 14 volumi; "yad" ha un valore numerico di 14), scritto da Maimonide (il Rambam; 1135–1204). Questa opera comprende la gamma completa della legge talmudica; è organizzata e riformulata in un sistema logico - in 14 libri, 83 sezioni e 1000 capitoli - con ogni Halakhah esposta chiaramente. La Mishneh Torah è tuttora molto influente, e numerose altre opere successive riproducono passaggi alla lettera. Include anche una sezione sulla Metafisica e sulle credenze fondamentali. (Alcuni sostengono che questa sezione si basa fortemente sulla scienza e metafisica aristotelica, altri suggeriscono che sia nella tradizione di Saadya Gaon.) È la principale fonte di Halakhah pratica per molti ebrei yemeniti - principalmente i Baladi e i Dor Daim.
- L'opera del Rosh, soprannome di Rabbi Asher ben Jehiel (1250–1328) – un estratto del Talmud, che espone concisamente le decisioni halakhiche finali e cita autorità successive, tra cui Isaac Alfasi, Maimonide e i Tosafisti. Questo lavoro rimpiazzò quello di Rabbi Alfasi ed è stato stampato in quasi tutte le edizioni successive del Talmud.
- Il Sefer Mitzvot Gadol (soprannominato con l'acronimo "SeMaG") di Rabbi Moses ben Jacob di Coucy (prima metà del XIII secolo, Coucy, Francia settentrionale). "SEMAG" esamina le 365 mitzvot negative e le 248 positive, discutendole separatamente in base al Talmud (alla luce dei commentari di Rashi e delle Tosafot) e agli altri codici esistenti al momento. Sefer Mitzvot Katan ("Semak") di Isaac ben Joseph di Corbeil è un compendio del SeMag e include ulteriore Halakhah pratica, come anche materiale agaddico e di etica mussar.
- Il Mordechai — di Mordecai ben Hillel, m. Norimberga 1298 — serve sia come fonte di analisi, sia come legge confermata. Mordechai prese in esame circa 350 autorità halakhiche e fu molto influente, in particolare tra le comunità aschenazite e italiane. Sebbene organizzato sullo Hilchot del Rif, è comunque un lavoro indipendente. È stampato in ogni edizione del Talmud, a partire dal 1482.
- Arba'ah Turim (anche semplicemente il Tur, "Le Quattro Colonne") di Rabbi Yaakov ben Asher (1270–1343, Toledo). Questa opera ripercorre la Halakhah dal testo di Torah e Talmud passando per i Rishonim, con lo Hilchot di Alfasi come punto di partenza. Ben Asher seguì il precedente stabilito da Maimonide nell'organizzare il suo lavoro in un ordine tematico, tuttavia il Tur copre solo quei settori della normativa ebraica che erano in vigore al tempo dell'autore. Il codice è suddiviso in quattro sezioni principali; quasi tutti i codici da questo periodo in poi hanno seguito la disposizione del materiale secondo il Tur.
  - Orach Chayim in ebraico אורח חיים‎?: "Il Modo di Vita" – culto e osservanza rituale in casa e in sinagoga, nel corso della giornata, dello Shabbat settimanale e del ciclo di festival.
  - Yoreh De'ah in ebraico יורה דעה‎?: "Insegna la Conoscenza" – vari divieti rituali, regole alimentari e norme in materia di impurità mestruale
  - Even Ha'ezer in ebraico אבן העזר‎?: "La Pietra dell'Aiuto" – matrimonio, divorzio e altre questioni di diritto di famiglia.
  - Choshen Mishpat in ebraico חושן משפט‎?: "Pettorale del Giudizio" – Amministrazione e aggiudicazione del diritto civile.
- Il Beit Yosef, e il Shulchan Arukh di Rabbi Yosef Karo (1488-1575). Il Beit Yosef è un vasto commentario del Tur in cui il rabbino Karo traccia lo sviluppo di ciascuna legge del Talmud e letteratura rabbinica successiva (esaminando trentadue autorità, a cominciare dal Talmud e fino alle opere di Rabbi Israel Isserlein). Lo Shulchan Arukh è, a sua volta, una condensazione del Beit Yosef – con la semplice esposizione di ogni sentenza (tradotto letteralmente, Shulchan Arukh significa "tavola apparecchiata"); questa opera segue la suddivisione in capitoli del Tur. Lo Shulchan Aruch, insieme ai rispettivi commentari, è considerato da molti come la compilazione più autorevole della Halakhà dai tempi del Talmud. Nello scrivere lo Shulchan Arukh, Rabbi Karo basa le sue sentenze su tre autorità:- Maimonide (il Rambam), Asher ben Jehiel (il Rosh) e Isaac Alfasi (il Rif); considera Il Mordechai nei casi irrisolti. Gli ebrei sefarditi generalmente consultano lo Shulchan Aruch come base della loro pratica quotidiana.
- Le opere di Rabbi Moshe Isserles (detto il Rema; Cracovia, Polonia, 1520-1572). Il Rema notò che lo Shulchan Arukh si basava sui leggi e tradizioni sefardite, e creò quindi una serie di glosse da aggiungere al testo dello Shulchan Arukh per quei casi dove le tradizioni sefardite e aschenazite differivano (basandosi sulle opere di Yaakov Moelin, Israel Isserlein e Israel Bruna). Le glosse sono chiamate HaMapah, la "Tovaglia" per la "Tavola Apparecchiata". I suoi commentari sono ora incorporati nel testo di tutte le edizioni stampate dello Shulchan Arukh, composti in caratteri diversi; attualmente, con "Shulchan Arukh" ci si riferisce alle opere combinate di Karo e Isserles. Il Darkhei Moshe di Isserles è similmente un commentario del Tur e del Beit Yosef.
- Il Levush Malkhut ("Levush") di Rabbi Mordecai Yoffe (1530-1612 ca.). Un'opera di dieci volumi, cinque che discutono la Halakhah ad un livello "a metà strada tra i due estremi: il lungo Beit Yosef di Karo da un lato, e dall'altro lo Shulchan Arukh insieme a HaMappah di Isserles che è troppo breve", che sottolinea in particolare le pratiche e tradizioni degli ebrei dell'Europa orientale. Il Levush era considerato eccezionale tra i codici, in quanto trattava certi halakhot dal punto di vista cabalistico.
- Lo Shulchan Aruch HaRav di Rabbi Shneur Zalman di Liadi (1800 ca.) è stato un tentativo di ricodificare la legge come si presentava in quel periodo - incorporando i commentari dello Shulchan Arukh e i responsa successivi - ed esponendo così le decisionio halakhiche, insieme anche al ragionamento sottostante. L'opera fu scritta in parte anche per permettere ai laici di studiare la legge ebraica. Purtroppo la maggior parte dell Shulchan Aruch HaRav fu distrutto da un incendio prima della pubblicazione. Forma la base della pratica del Movimento Chabad Lubavitch e di altri gruppi chassidici, ed è citato come autorevole da molti lavori successivi, sia chassidici che non-chassidico.
- Opere strutturate direttamente sullo Shulchan Arukh, che forniscono un'analisi alla luce del materiale e dei codici acharonici. La Mishnah Berurah di Rabbi Yisroel Meir ha-Kohen, (noto come lo "Chofetz Chaim", Polonia, 1838-1933) è un commentario alla sezione "Orach Chayim" dello Shulchan Arukh, che discute l'applicazione di ogni Halakhah alla luce di tutte le decisioni successive degli Acharonim. Quest'opera è diventata la guida halakhica autorevole per gran parte degli ebrei aschenaziti ortodossi nel dopoguerra. Aruch HaShulchan del rabbino Yechiel Michel Epstein (1829-1888) è un'analisi accademica della Halakhah vista nella prospettiva dei Rishonim più importanti. Il lavoro segue la struttura del Tur e dello Shulchan Arukh; norme in materia di voti, agricoltura e purezza rituale, vengono discussi in un secondo lavoro noto come Aruch HaShulchan he'Atid. Kaf HaChaim tratta dell'Orach Chayim e parti dello Yoreh De'ah, scritto dal saggio sefardita Yaakov Chaim Sofer (Baghdad e Gerusalemme, 1870-1939) ed è simile come scopo, autorità e approccio, alla Mishnah Berurah. Yalkut Yosef, di Rabbi Yitzhak Yosef, è una voluminosa opera halakhica contemporanea ampiamente citata, che si basa sulle sentenze del Rabbino Capo sefardita Ovadia Yosef.
- Compendi di Halakhah diretti ai laici. Il Kitzur Shulchan Aruch di Rabbi Shlomo Ganzfried (Ungheria 1804-1886), basato sulle severe tradizioni ungheresi del XIX secolo, divenne molto popolare dopo la sua pubblicazione grazie alla sua semplicità. Questa opera non è vincolante nello stesso modo della Mishneh Torah o dello Shulchan Arukh. È ancora popolare nell'Ebraismo ortodosso come punto di riferimento per lo studio, se non sempre per la pratica. Chayei Adam e Chochmat Adam scritti dal posek Avraham Danzig (Polonia, 1748-1820), sono opere aschenazite simili, ma considerate come una base più idonea per la pratica. Il Ben Ish Chai di Yosef Chaim (Baghdad, 1832-1909) è un'opera sefardita simile ai succitati.
- Temimei Haderech ("Guida alla Pratica Religiosa Ebraica") di Rabbi Isaac Klein con contributi del Comitato per la Legge e gli Standard Ebraici dell'Assemblea Rabbinica conservatrice. Questa opera erudita si basa su codici giuridici tradizionali precedenti, ma è scritta dalla prospettiva dell'Ebraismo conservatore. Non è accettato dagli ebrei ortodossi.